# Qui pluribus
Qui pluribus est une encyclique de Pie IX donnée le 9 novembre de 1846, première année de son pontificat. Elle a pour but de saluer ses frères évêques et d'engager un débat sur les problèmes suscités par les rationalistes. 
Pie IX proclame qu'il n'y a pas d'opposition entre la foi et la raison car toutes les deux sont issues de Dieu. L'idée que toutes les religions sont égales est jugée vile et pernicieuse car, dit-il, la religion du Christ vaut mieux que celle de Bélial.
Le développement de l'édition, et avec lui la publication de pamphlets contre l'église et la diffusion (via les sociétés bibliques protestantes) de traductions de la Bible en langue vernaculaire sont également condamnées. Le message de Grégoire XVI est réaffirmé face à la libre-pensée évangélique.
Le pape avoue qu'il était terrifié du fait d'accéder au trône de Pierre à une époque si troublée par les controverses religieuses. Toutefois, sa confiance en la Providence divine le rassure devant les immenses épreuves.
Pour espérer répondre à l'appel, Pie IX encourage la formation du clergé, la prière et les exercices spirituels. L'objet de la prédication doit être le Christ et non pas une simple opinion humaine. L'encyclique se conclut par une imploration à saint Pierre, saint Paul et Marie Immaculée et par une bénédiction apostolique (en).
Les textes et personnes citées sont De praescriptione haereticorum, le concile de Chalcédoine, Jean Chrysostome, Ambroise de Milan, le synode d'Éphèse, Pierre Chrysologue, Augustin d'Hippone, le concile de Trente, Cyprien de Carthage, Irénée de Lyon, Jérôme de Stridon, Providas, Ecclesiam a Jesu Christo (de), Ubi graviora, Inter praecipuas machinationes, Quicumque, Ubi Primum et saint Léon.